# Käthe Draeger

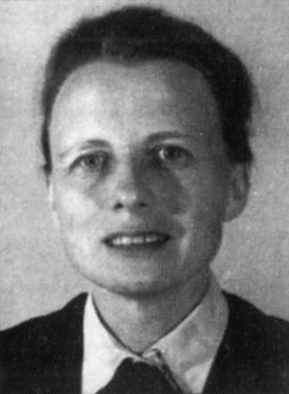
Käthe Draeger, 1932

Käthe Draeger (* 9. Juni 1900 in Berlin; † 2. April 1974 ebenda) war eine kommunistische Politikerin, Pädagogin und Psychoanalytikerin.

## Leben
Nach ihrem Schulbesuch und anschließendem Studium in dem Lyzeum in Berlin-Tempelhof und am Lehrerseminar wurde sie Volksschullehrerin. Wegen ihrer linker Ansichten war sie der Schulbehörde verdächtig, bekam deshalb anfangs keine Stelle und wurde daher 1922–1925 Hauslehrerin bei einem Gutsbesitzer in Mecklenburg.

### In KPD und KPDO
Bei der Rückkehr nach Berlin näherte sie sich politisch der KPD an und trat der Lehrergewerkschaft bei. 1926 wurde sie Lehrerin an der weltlichen Rütli-Schule im Arbeiterbezirk Berlin-Neukölln. (Weltliche Schulen – zu jener Zeit Ausnahmen im Schulsystem – waren konfessionslos, erteilten keinen Religionsunterricht.) Käthe Draeger stand gegen die neue ultralinke Politik der KPD, gegen RGO-Politik und Sozialfaschismusthese. Sie engagierte sich für die Einheitsfront von Kommunisten und Sozialdemokraten gegen den Nationalsozialismus. 1929 wurde sie Mitglied der Kommunistischen Partei-Opposition (KPDO).

### Widerstand
1931 begann Käthe Draeger ihre Ausbildung am Berliner Psychoanalytischen Institut, machte ihre Lehranalyse bei Ada Müller-Braunschweig und wurde 1936 Mitglied der Deutschen Psychoanalytischen Gesellschaft (DPG). Nachdem die DPG 1938 aufgelöst worden war, setzte Käthe Draeger ihre Arbeit am Deutschen Institut für Psychologische Forschung und Psychotherapie („Göring-Institut“) fort. Ihre Arbeit in der Berliner Leitung der KPD-O war strengster Geheimhaltung unterworfen. In der Illegalität arbeitete sie aktiv mit an der Verbreitung von KPD-O-Publikationen. Sie hielt durch ihre Kurier-Reisen die Verbindung mit den Gruppen im Reich und mit dem Auslandskomitee. Käthe Draeger organisierte die Hilfe für die Familien der Inhaftierten und für einen jüdischen Genossen, der dank der Hilfe illegal in Berlin überlebte. Nach der Verhaftung der illegalen Reichsleitung 1937 übernahm sie die zentrale Arbeit der Partei mit drei weiteren Genossen. Von den Nazis als politisch unzuverlässig eingestuft, wurde sie 1942 als Lehrerin nach Polen strafversetzt. Weil es im Reich an qualifizierten Dozenten mangelte, holte man sie an das „Göring-Institut“ zurück.

### Aufbau
Käthe Draeger arbeitete 1945 an der Reorganisation des Schulwesens und beim Wiederaufbau der Psychoanalyse mit. Sie wollte sich für die Schaffung eines sozialistischen Nachkriegsdeutschlands engagieren, so trat sie 1946 der SED bei. Ihr wurde der Posten der Gesundheitsministerin in der DDR angeboten, was sie aber ablehnte. Bis 1947 arbeitete sie als Dozentin am Ostberliner Fröbelseminar in der Lehrerausbildung. Im Ostteil Deutschlands begannen in dieser Zeit schon erste Repressionsmaßnahmen gegen ehemalige Mitglieder der KPD-O, diese wurden auch als „Brandleristen“ bezeichnet. Käthe Draeger wurde wegen der Weitergabe einer Broschüre des kritischen Kommunisten August Thalheimer denunziert, aus der SED ausgeschlossen und als Dozentin in Ostberlin 1947 entlassen. Auch Studenten wurden wegen Lesens dieser Broschüre aus dem Seminar entfernt. Sie arbeitete danach als Erziehungsberaterin beim Jugendamt Berlin-Charlottenburg und beteiligte sich 1950 an der Gründung der Deutschen Psychoanalytischen Vereinigung (DPV), wo sie 1956 in den Vorstand gewählt wurde, außerdem war sie Mitherausgeberin einer wichtigen Fachzeitschrift für Psychoanalyse. Käthe Draeger unterstützte weiterhin die kritische kommunistische Gruppe Arbeiterpolitik. Sie starb am 2. April 1974. Nach ihrem Wunsch wurde ihre Urne auf einem Friedhof der Namenlosen beigesetzt.

## Veröffentlichungen
- Probleme der Verwahrlosung: Aus der Sicht des psychoanalytischen Erziehungsberaters. Jahrbuch der Psychoanalyse 2 (1962): 124–142.
- Übersicht über psychoanalytische Auffassungen von der Entwicklung der weiblichen Sexualität. Psyche 22(6) (1968): 410–422.
- Bemerkungen zu den Zeitumständen und zum Schicksal der Psychoanalyse und der Psychotherapie in Deutschland zwischen 1933 und 1949. Psyche 25.4 (1971): 255–268. Englische Fassung: „Psychoanalysis in Hitler Germany: 1933-1949.“ American Imago 29.3 (1972): 199–214, übersetzt von Jeanette Friedeberg (https://www.proquest.com/docview/1289736972?pq-origsite=gscholar&fromopenview=true&imgSeq=1).